# Wegekreuz Weidmühlenstraße

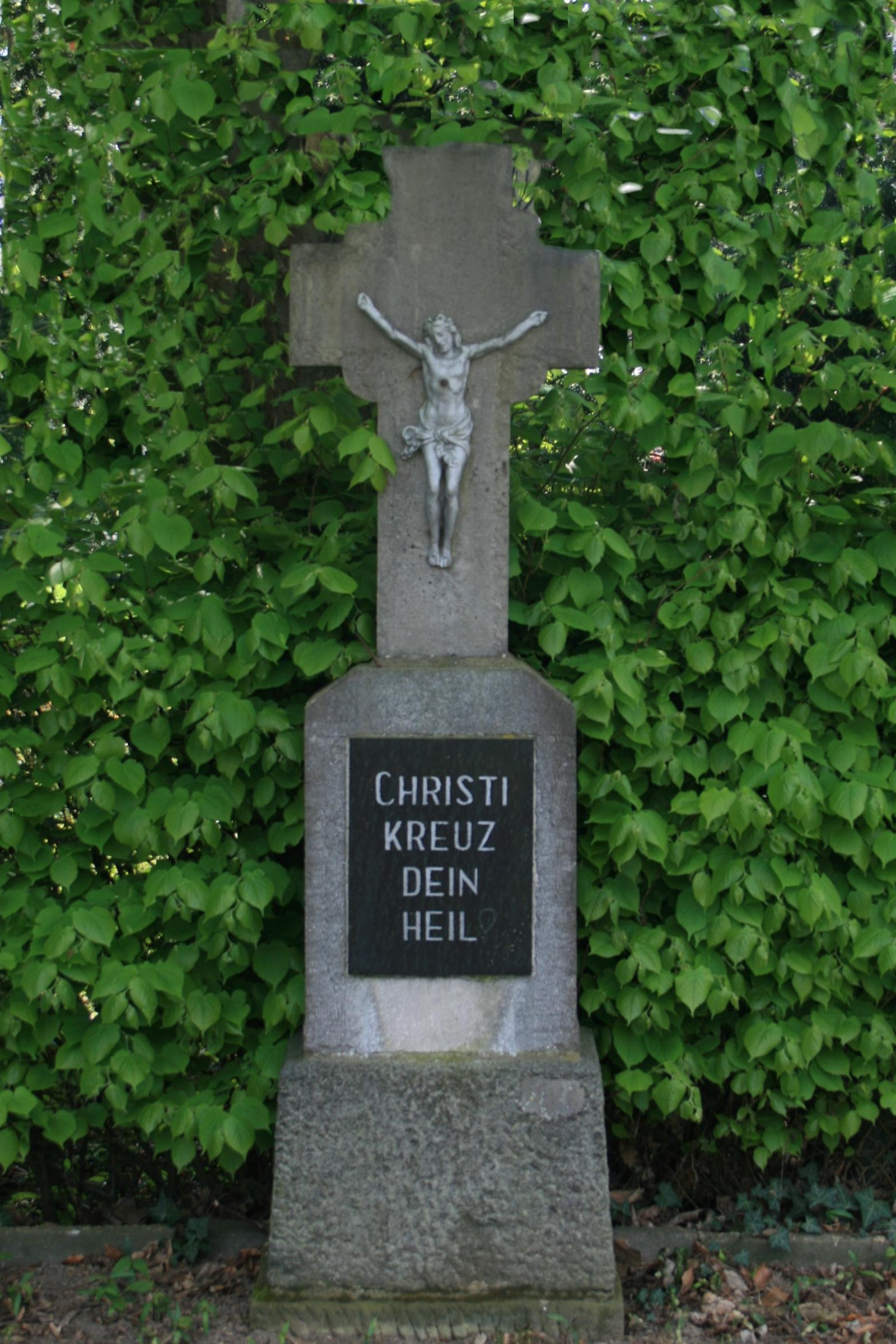

Das Wegekreuz Weidmühlenstraße steht im Dürener Stadtteil Echtz im Kreis Düren, Nordrhein-Westfalen.
Das Blausteinkreuz aus dem 18. Jahrhundert hat Eckrundungen. Der Sockel und die Inschriftentafel wurde erneuert. Der Korpus besteht aus Gusseisen. 
Das Baudenkmal ist unter Nr. 8/003 in die Denkmalliste der Stadt Düren eingetragen.